# Iglesia de San Francisco (Vivero)
La iglesia del Convento de San Francisco es un templo de culto católico, situado en la localidad de Vivero (provincia de Lugo, Galicia, España). Es el templo principal de la parroquia de Santiago en San Francisco de Vivero. Es una construcción del siglo XIV, con nave única. 
Esta iglesia está considerada junto a su entorno como un Bien de Interés Cultural, dentro del catálogo de monumentos del patrimonio histórico de España.

## Historia
Su construcción la comenzaron los franciscanos en el siglo XIII. De esta época se conservan 3 arcos descubiertos en la reforma de 1945 y una puerta.

## Descripción

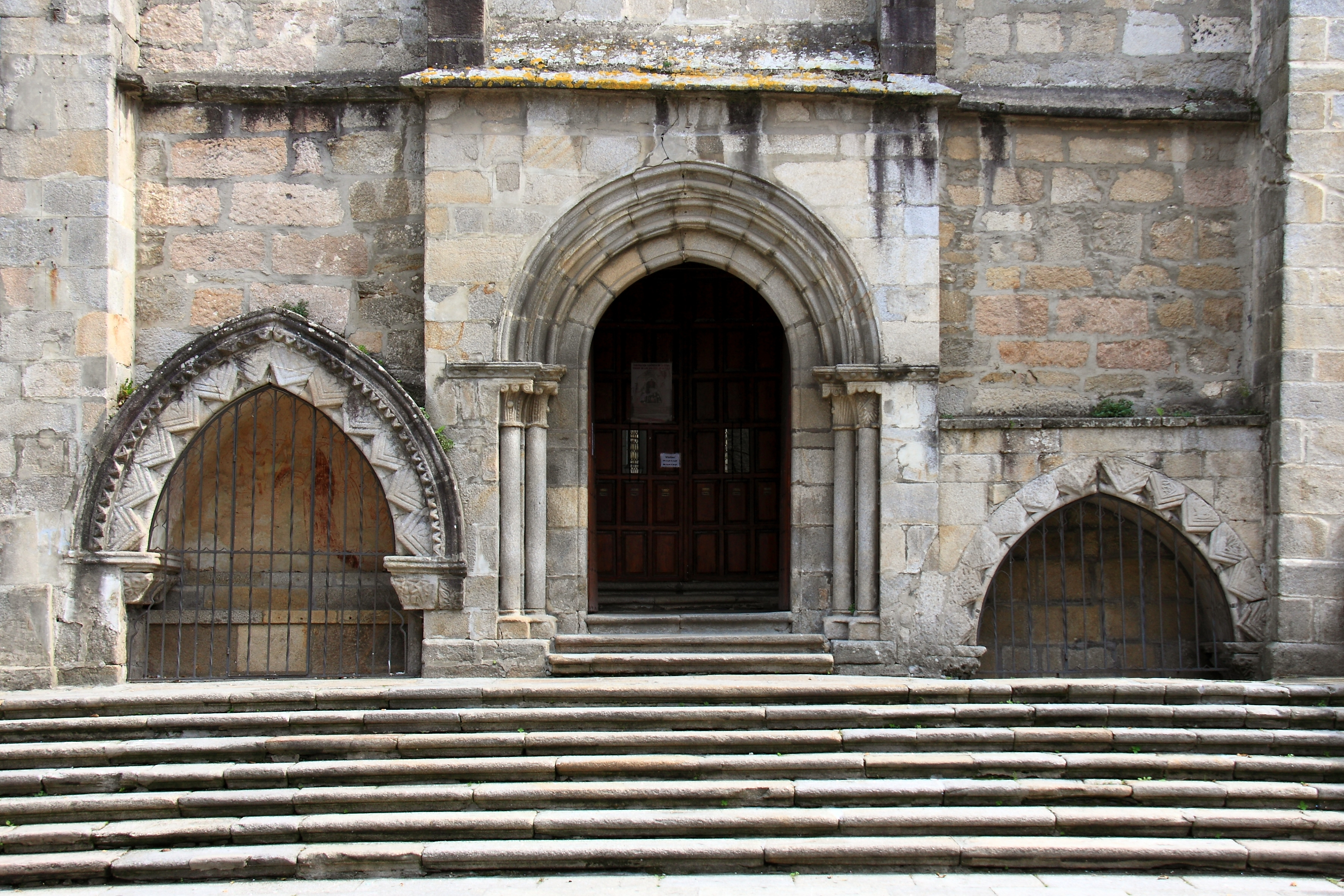
Arcos de la fachada principal

La iglesia tiene planta de cruz latina y ábside pentagonal con bóveda de abanico, en el que se abren cinco ventanas ojivales. El ábside es de los más bellos de la provincia. Al exterior, la portada tiene arcos semicirculares con columnas en las jambas y dos arcos menores encuadrando al principal.

## Interior
En el interior se puede contemplar un buen retablo renacentista donado y traído por don Juan Dutton y Aguilar desde los Países Bajos; se encuentra en la capilla del baptisterio. Otro retablo a destacar es el de la capilla de la Orden Tercera; es de estilo barroco del siglo XVIII y tiene como imagen principal una Dolorosa. En esta capilla se guardan algunos grupos procesionales.
En toda la iglesia se hallan ubicados distintos y buenos sepulcros. Los más importantes están en la nave principal: sepulcro de la beata Constanza (hija del señor medieval el mariscal Pero Pardo de Cela) y sepulcro del poeta Nicomedes Pastor Díaz. En la sacristía hay otro importante retablo con la imagen del Cristo de los Mareantes, del siglo XIV. También se guardan allí unas vitrinas con reliquias de algunos santos mártires.

## Claustro
El claustro del antiguo convento, de estilo renacentista tardío (siglo XVII), consta de dos cuerpos: el inferior de arcos semicirculares sobre pilastras y un segundo cuerpo adintelado.

## Galería de imágenes

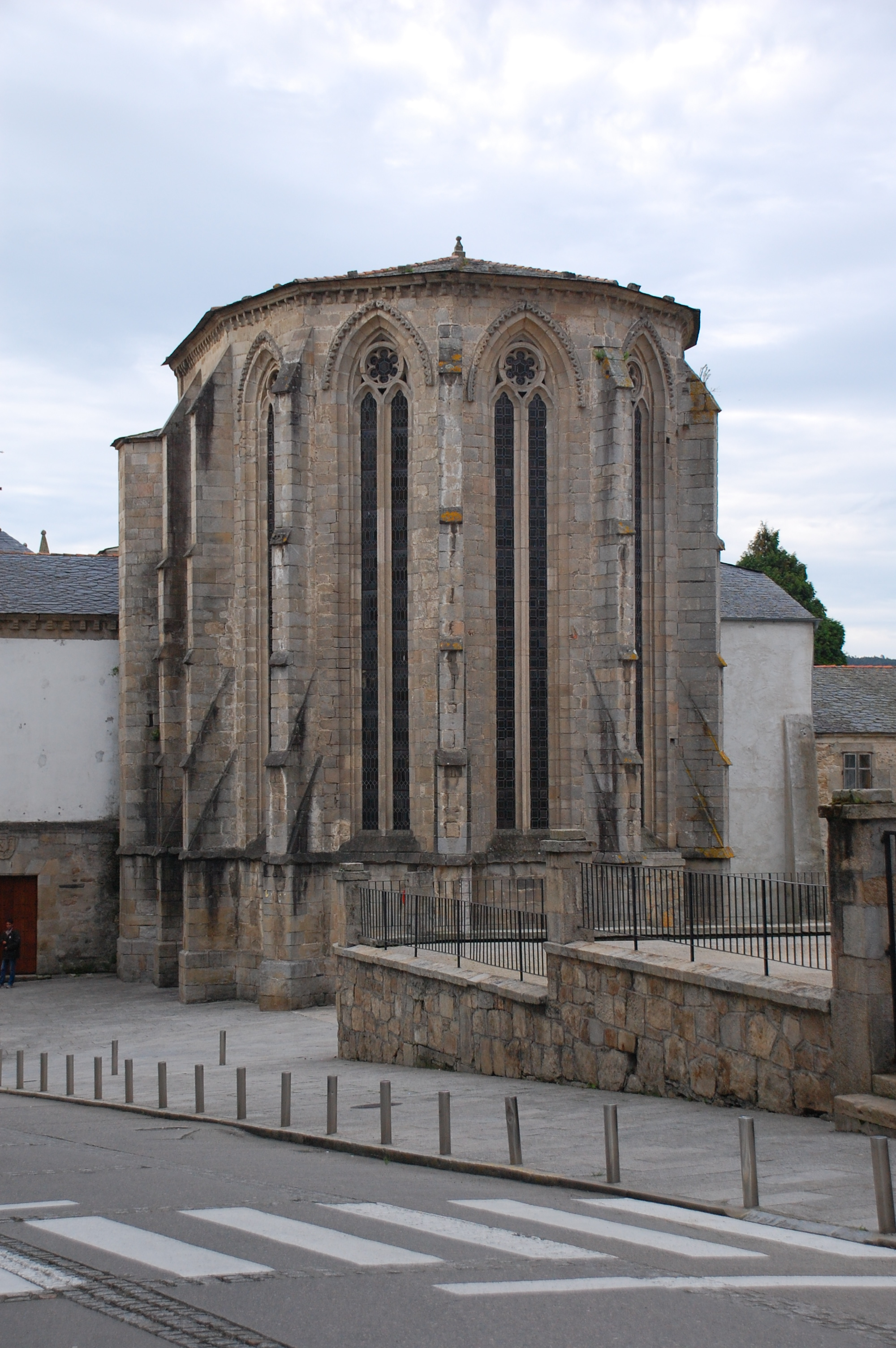
Ábside.
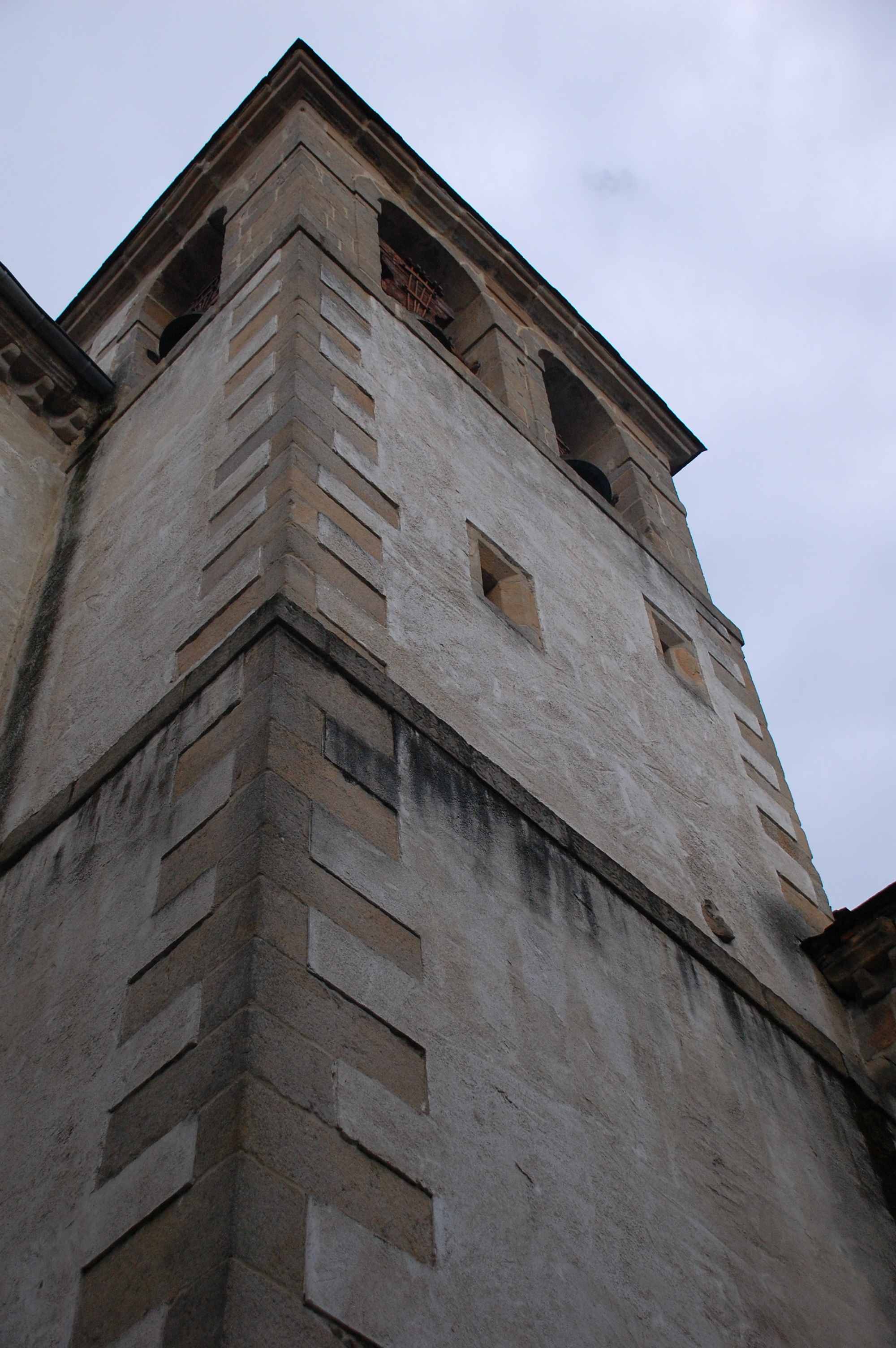
Torre.
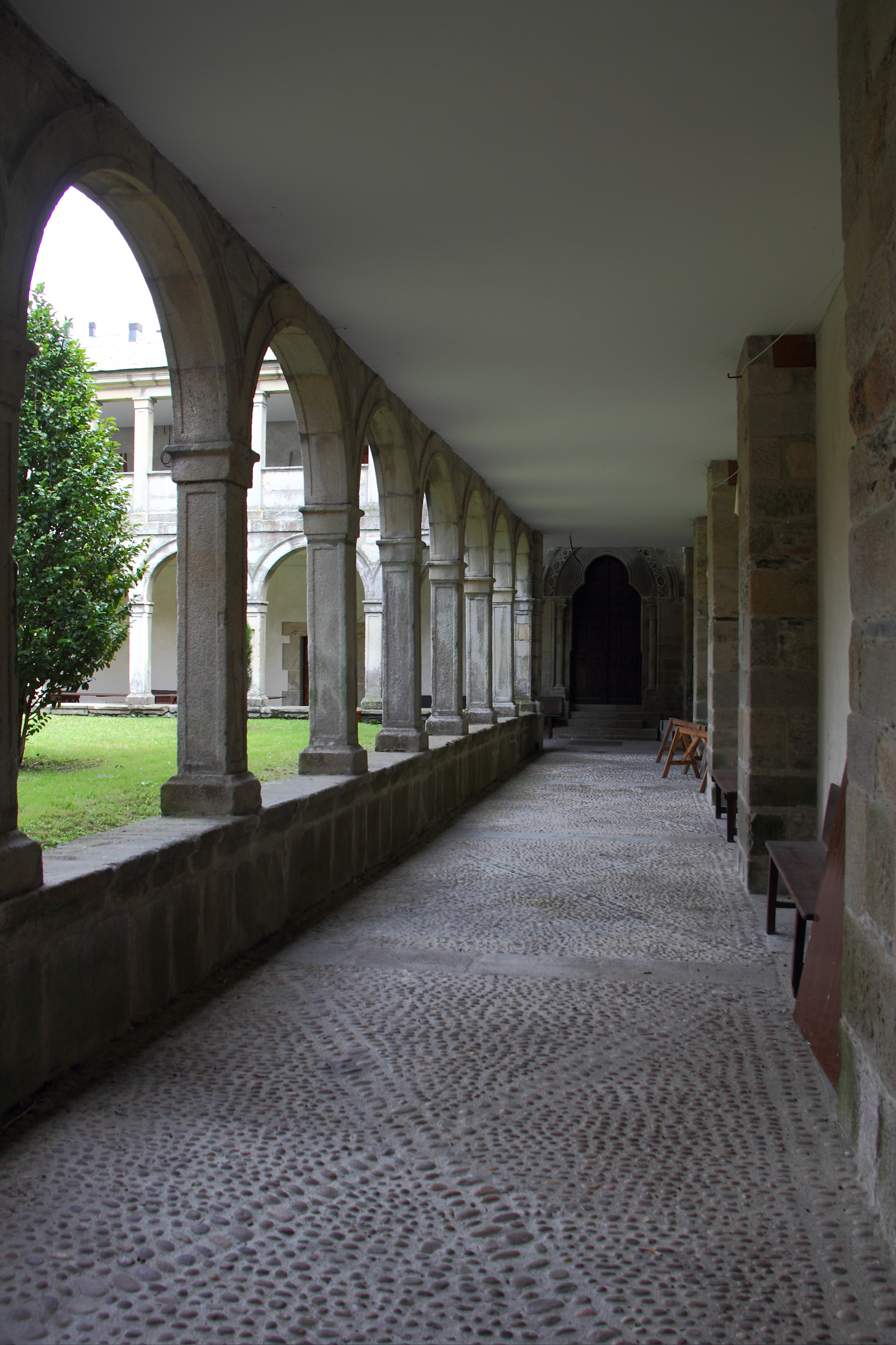
Claustro del convento.
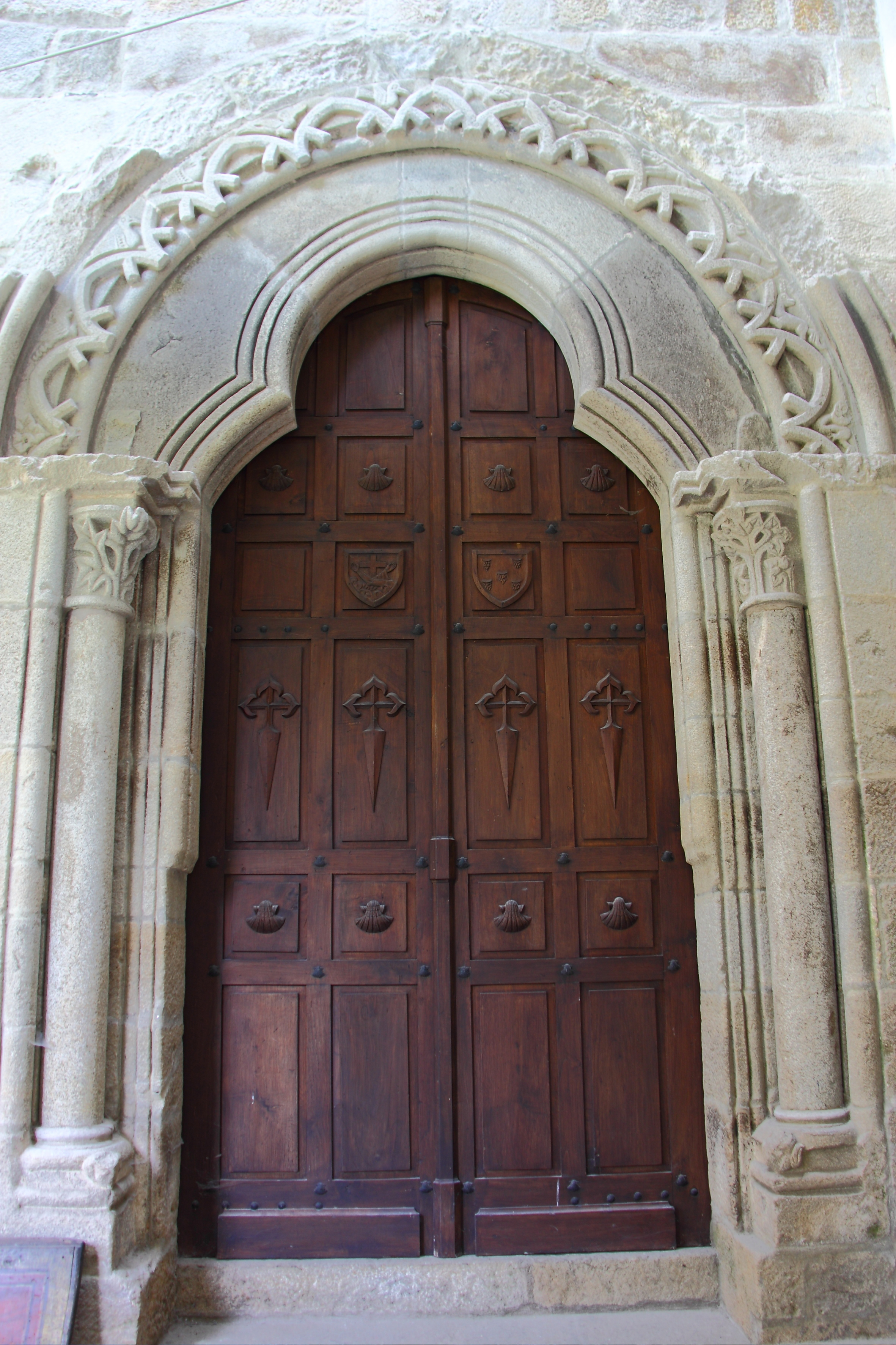
Puerta en el claustro.
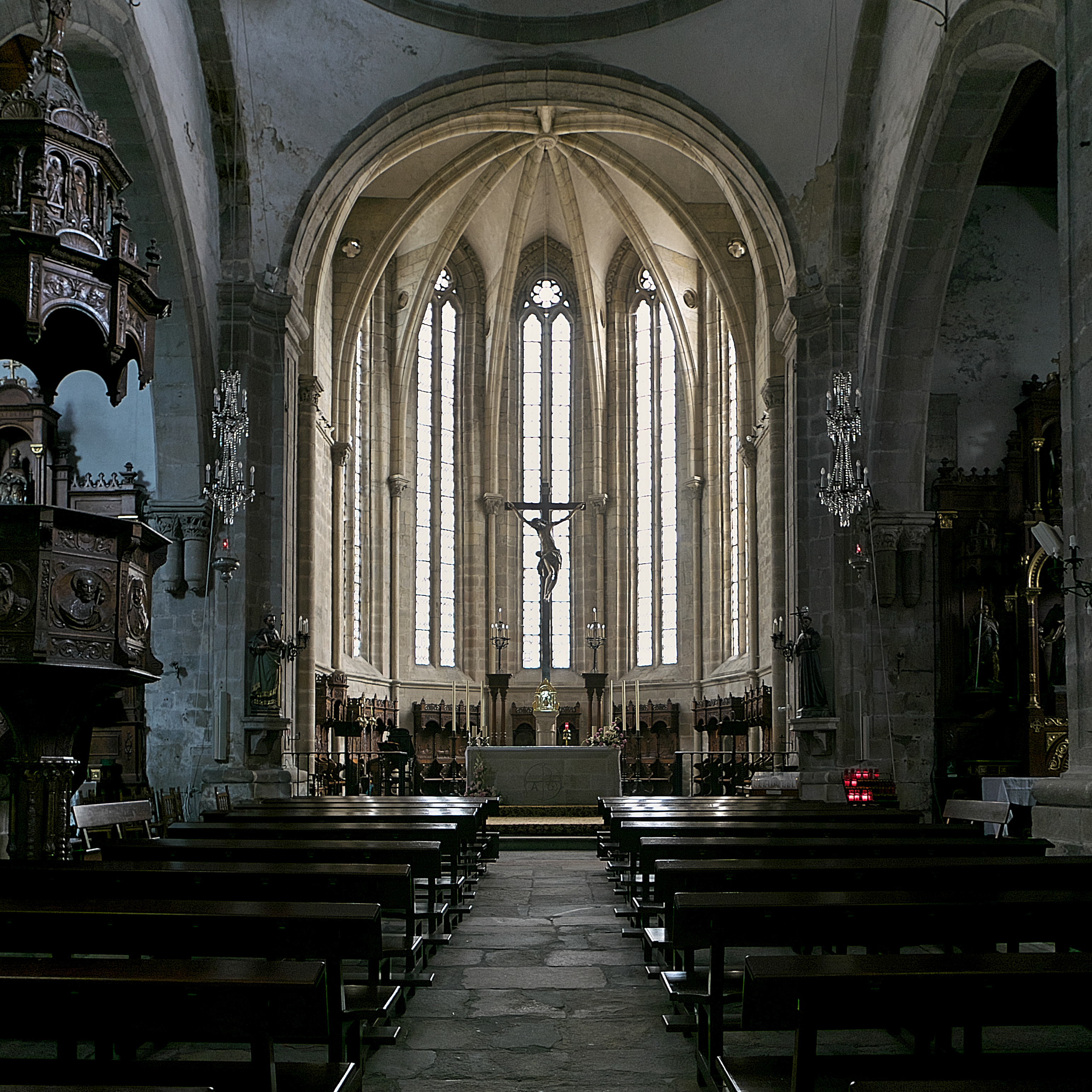
Interior